# Casa del Tío Monty
La Casa del Tío Monty es una ubicación ficticia perteneciente a la serie de libros Una serie de catastróficas desdichas de Lemony Snicket. Es el hogar del hermano de la esposa del primo del difunto padre de los huérfanos Baudelaire, el herpetólogo Montgomery Montgomery. La casa presenta características con el fuerte tema de las serpientes, con esculturas, pinturas y (en el patio delantero) jardines con formas de serpientes. La casa dispone de, por lo menos, cinco dormitorios, una cocina, un salón, una sala de estar y un enorme conservatorio de cristal, utilizado para almacenar La Colección de Reptiles del Tío Monty; el segundo libro en la serie, La habitación de los reptiles , toma su nombre por dicha habitación. Al final de esa habitación se encuentra una biblioteca, siempre bien resguardada por las serpientes. Probablemente haya más habitaciones, pues la casa es algo grande. Tiene muchas historias. 
En La pendiente resbaladiza, se revela que la casa está conectada a la mansión Quagmire por un misterioso túnel. El propósito de este túnel aún se desconoce aunque es probable que sea un túnel construido obligatoriamente por VFD, 
Adaptación en Netflix
La casa del Tío Montgomery cuenta con una entrada de arbustos en forma de reptiles al lado derecho de la entrada se encuentra el laberinto con forma de ojo de VFD, así mismo después de la muerte del Tío Montgomery los reptiles cambiaron de dueño por la sociedad herpetologica, años después de la muerte del Tío Montgomery en los momentos de investigación de Lemony Snicket vemos que visita la casa abandonada la cual se ve que los muebles están tapados por sábanas blancas lo que deja en claro 2 posibles respuesta, la primera es que la casa quedó sin dueño y abandonada o es ahora perteneciente a los Baudelaire y no la han restaurado, en la casa también vemos varias fotografías entre las que está la foto del piano, en donde se encuentran los padres Baudelaire y El tío Monty adentro de un piano, la foto fue tomada por el conde Olaf 
Se mencionó (Quigley Quagmire en La pendiente resbaladiza y Lemony Snicket en La Autobiografía No Autorizada) que los libros referentes a V.F.D. estaban escondidos en la biblioteca del Dr. Montgomery.
- Datos: Q5755573